# Kristtorn (slægt)
Kristtorn (Ilex) eller kristtjørn er en stor slægt med henved 100 arter i Europa, Østasien, Nord- og Sydamerika og på Atlanterhavsøerne. Det er stedsegrønne eller løvfældende buske og træer med spredtstillede, hele blade og firetallige blomster. Frugten er en stenfrugt med én kerne. Her nævnes kun de arter og krydsninger, som enten dyrkes i Danmark eller er vildtvoksende her.
| Beskrevne arter og hybrider |

- Kristtorn (Ilex aquifolium)
- Blågrøn kristtorn (Ilex x meserveae)
- Buksbombladet kristtorn eller Japansk Kristtorn (Ilex crenata)
- Dværgkristtorn (Ilex rugosa)
- Paraguaykristtorn (Ilex paraguariensis) – heraf fås maté
- Pernykristtorn (Ilex pernyi)
- Virginsk vinterbær (Ilex verticillata)

| Andre arter |

| - Ilex affinis - Ilex ambigua - Ilex amelanchier - Ilex anomala - Ilex argentina - Ilex arimensis - Ilex asprella - Ilex bioritensis - Ilex brasiliensis - Ilex brevicuspis - Ilex buergeri - Ilex canariensis - Ilex cassine - Ilex centrochinensis - Ilex ciliospinosa - Ilex cinerea - Ilex colchica - Ilex collina - Ilex cookii | - Ilex corallina - Ilex coriacea - Ilex cornuta - Ilex cyrtura - Ilex decidua - Ilex delavayi - Ilex dimorphophylla - Ilex dipyrena - Ilex dumosa - Ilex excelsa - Ilex fargesii - Ilex ficoidea - Ilex forrestii - Ilex fragilis - Ilex geniculata - Ilex georgei - Ilex glabra - Ilex goshiensis - Ilex graciliflora | - Ilex guayusa - Ilex guianensis - Ilex hanceana - Ilex hayataiana - Ilex hookeri - Ilex hyrcana - Ilex insignis - Ilex integerrima - Ilex integra - Ilex intricata - Ilex krugiana - Ilex laevigata - Ilex latifolia - Ilex leucoclada - Ilex liukiuensis - Ilex longipes - Ilex macfadyenii - Ilex macrocarpa - Ilex macropoda | - Ilex memecylifolia - Ilex micrococca - Ilex mitis - Ilex montana - Ilex mucronata - Ilex myrtifolia - Ilex nipponica - Ilex nothofagacifolia - Ilex opaca - Ilex pedunculosa - Ilex perado - Ilex pubescens - Ilex purpurea - Ilex rockii - Ilex rotunda - Ilex rubra - Ilex scopulorum - Ilex serrata - Ilex sideroxyloides | - Ilex sikkimensis - Ilex sintenisii - Ilex sugerokii - Ilex szechuanensis - Ilex theezans - Ilex tutcheri - Ilex venulosa - Ilex viridis - Ilex vomitoria - Ilex warburgii - Ilex wightiana - Ilex wilsonii - Ilex yunnanensis |  |